# David Haynes
David Haynes   (1955) és un novel·lista estatunidenc. Ha escrit més d'una dotzena de llibres per a adults i nens. Fa classes a la Universitat Metodista del Sud a Dallas. El 1996 va ser escollit com un dels millors novel·listes joves americans per la revista Granta.